# 安倍男笠
安部 男笠（あべ の おがさ）は、平安時代初期の貴族。名は小笠とも記される。中納言・阿倍広庭の曾孫で无位・安倍道守の子、あるいは斎宮頭・引田広目の子孫とする系図がある。官位は従四位上・主殿頭。

## 経歴
桓武朝後半の延暦17年（798年）従五位下に叙爵し、翌延暦18年（799年）右兵衛佐に任ぜられる。延暦25年（806年）平城天皇の即位後間もなく越後介として地方官に転じる。
大同5年（810年）薬子の変の発生に伴い左馬頭に任ぜられると、嵯峨朝では三河守・駿河守・主殿頭を歴任した。この間、弘仁年間初頭に従五位上、弘仁4年（813年）三階昇進して従四位下に昇叙されるなど嵯峨朝の初期に昇進を重ね、弘仁13年（822年）従四位上に至る。
淳和朝の天長3年（826年）5月1日卒去。享年74。最終官位は散位従四位上。

## 人物
質素な性格な一方、才学はなかった。内外の官職を歴任したが、善悪の評判は聞こえなかった。鷹の調教の腕前が抜きんでており、桓武天皇の寵遇を受け、しばしば伺候したという。

## 官歴
『日本後紀』による。
- 延暦17年（798年） 日付不詳：従五位下
- 延暦18年（799年） 2月20日：右兵衛佐
- 延暦25年（806年） 5月1日：越後介
- 大同5年（810年） 9月10日：左馬頭
- 時期不詳：従五位上
- 弘仁3年（812年） 正月12日：兼三河守
- 時期不詳：駿河守
- 弘仁4年（813年） 正月7日：従四位下
- 時期不詳：主殿頭
- 弘仁13年（822年） 10月1日：従四位上
- 天長3年（826年） 5月1日：卒去（散位従四位上）

## 系譜
- 父：安倍道守[3]
- 母：不詳
- 生母不明の子女
  - 男子：安倍真直?[4]
  - 女子：藤原冬嗣室[5]